# Athulf
Athulf (auch Æthulf oder Æthelwulf) war im Mittelalter ein Bischof von Hereford.
Er wurde vor 971 geweiht und starb nach 1013.